# Parki narodowe w Izraelu
Niektóre z zamieszczonych tu informacji wymagają weryfikacji.
Dokładniejsze informacje o tym, co należy poprawić, być może znajdują się w dyskusji tego artykułu.
 Po wyeliminowaniu niedoskonałości należy usunąć szablon [[Szablon:Dopracować|]] z tego artykułu.

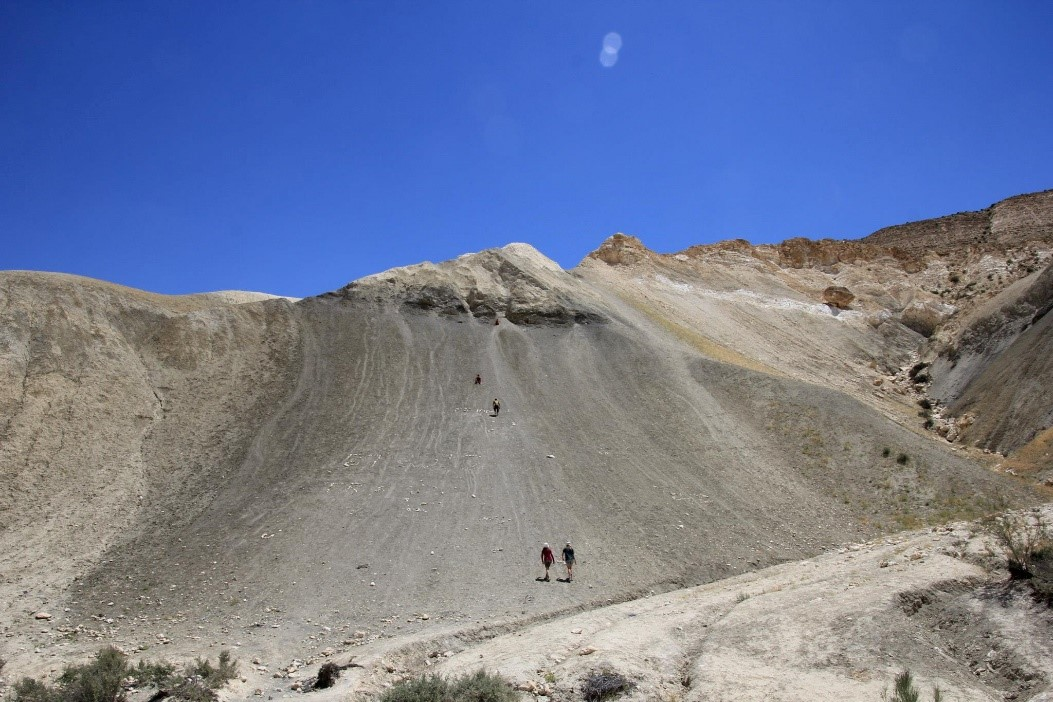
Wydma Nahal Havarim w Parku Narodowym Ein Avdat w okolicach Midreszet.

Parki narodowe i rezerwaty przyrody w Izraelu są zarządzane przez Zarząd Ochrony Przyrody i Parków Narodowych. W lipcu 2007 w Izraelu było 41 parków narodowych.

## Dystrykt Północny
Dystrykt Północny jest położony w północnej części kraju. Jest to w większości obszar Galilei. Jego południową granicę wyznaczają Wzgórza Gilboa i Wyżyna Manassesa, na północ od których przebiegają z zachodu na wschód Dolina Jezreel, Dolina Charod i Dolina Bet Sze’an. Wschodnią granicę wyznacza depresja Doliny Jordanu, która przechodzi w kierunku północnym w Jezioro Tyberiadzkie. Na wschód od niego wznoszą się Wzgórza Golan, przechodzące ku północy w masyw góry Hermon. Na zachód od nich jest położony tzw. Palec Galilei z Doliną Hula. Jest ona zamknięta od zachodu przez Góry Naftali. Środkową część tego obszaru zajmuje Górna Galilea z najwyższym szczytem Meron. Zachodnią granicę tego rejonu wyznacza równina przybrzeżna Izraela z klifami nadmorskimi Rosz ha-Nikra (na wschód od nich ciągnie się grzbiet Reches ha-Sulam). Na wschód od wybrzeża wznoszą się wzgórza Zachodniej Galilei. Dolina Bet ha-Kerem i Dolina Chananja oddzielają Górną od Dolnej Galilei (po ich stronie północnej wznosi się masyw górski Matlul Curim). Bardziej na południu przebiegają Dolina Sachnin, Dolina Bejt Netofa oraz grzbiet górski Hare Nacerat. Jest to więc obszar niezwykle zróżnicowany geograficznie, na którym utworzono liczne parki narodowe oraz rezerwaty przyrody.

### Parki narodowe
| Nazwa parku                     | Siedziba                                  | Data powstania | Uwagi                                                       |
| ------------------------------- | ----------------------------------------- | -------------- | ----------------------------------------------------------- |
| Park Narodowy Achziw            | Naharijja (Równina przybrzeżna)           |                | park archeologiczny starożytnego portu Achziw               |
| Park Narodowy Banjas            | Senir (Góra Hermon)                       |                | park archeologiczny starożytnego miasta Banjas              |
| Park Narodowy Synagogi Bet Alfa | Chefci-Bah (Dolina Charod)                |                | park archeologiczny starożytnej synagogi                    |
| Park Narodowy Bet Sze’an        | Bet Sze’an (Dolina Bet Sze’an)            |                | park archeologiczny starożytnego miasta Bet Sze’an          |
| Park Narodowy Bet Sze’arim      | Kirjat Tiwon (Dolina Jezreel)             |                | park archeologiczny starożytnej nekropolii Bet Sze’arim     |
| Park Narodowy Belvoir           | Belvoir                                   | 1968           | ruiny zamku krzyżowców Belvoir                              |
| Park Narodowy Calmon            | Dolina Chananja                           | 2005           | wadi strumienia Nachal Calmon (pozostałości starych młynów) |
| Park Narodowy Chammat Tewerja   | Tyberiada (jezioro Tyberiadzkie)          |                | park archeologiczny starożytnego miasta Chammat Tewerja     |
| Park Narodowy Cippori           | Cippori (Dolna Galilea)                   | 1993           | park archeologiczny starożytnego miasta Seforis             |
| Park Narodowy Doliny Hula       | Dolina Hula                               |                |                                                             |
| Park Narodowy Gan ha-Szelosza   | Nir Dawid (Doliny Bet Sze’an)             | 1958           |                                                             |
| Park Narodowy Hippos            | En Gew (jezioro Tyberiadzkie)             |                | park archeologiczny starożytnego miasta Hippos              |
| Park Narodowy Kafarnaum         | Kafarnaum (jezioro Tyberiadzkie)          | 1967           | park archeologiczny starożytnego miasta Kafarnaum           |
| Park Narodowy Korozain          | Korozain (jezioro Tyberiadzkie)           |                | park archeologiczny starożytnego miasta Korozain            |
| Park Narodowy Kursi             | En Gew (Wzgórza Golan)                    | 1980           | park archeologiczny bizantyjskiego klasztoru                |
| Park Narodowy Majan Charod      | Gidona (Dolina Charod)                    | 1968           | źródła rzeki Charod i Muzeum Chankina                       |
| Park Narodowy Megiddo           | Megiddo (Dolina Jezreel)                  | 1966           | park archeologiczny starożytnego miasta Megiddo             |
| Park Narodowy Miwcar Jechi’am   | Jechi’am (Górna Galilea)                  |                | ruiny zamku krzyżowców                                      |
| Park Narodowy Montfort          | (Górna Galilea)                           |                | ruiny zamku krzyżowców                                      |
| Park Narodowy Nimrod            | (Wzgórza Golan)                           |                | ruiny zamku krzyżowców                                      |
| Park Narodowy Rosz ha-Nikra     | Kefar Rosz ha-Nikra (równina przybrzeżna) |                | nadmorskie klify                                            |
| Park Narodowy Szimron           | Timrat (Dolna Galilea)                    | 2011           | stanowisko archeologiczne starożytnego miasta Szimron       |
| Park Narodowy Góry Tabor        | Góra Tabor (Dolina Jezreel)               |                |                                                             |
| Park Narodowy Chasor            |                                           |                | stanowisko archeologiczne starożytnego miasta Chacor        |

### Rezerwaty przyrody
| Nazwa rezerwatu                                  | Siedziba                       | Data powstania | Uwagi                 |
| ------------------------------------------------ | ------------------------------ | -------------- | --------------------- |
| Rezerwat przyrody Allone Abba                    | Allone Abba (Dolina Jezreel)   | 1994           | rezerwat leśny        |
| Rezerwat przyrody Balfurja                       | Balfurja (Dolina Jezreel)      | 1979           | rezerwat bagienny     |
| Rezerwat Przyrody Strumienia Becet               | Becet (Zachodnia Galilea)      | 1972           | wadi strumienia       |
| Rezerwat przyrody Choreszat zakkum Kefar Ruppin  | Kefar Ruppin (Dolina Jordanu)  | 1971           | rezerwat florystyczny |
| Rezerwat przyrody Choreszat zakkum Ma’oz Chajjim | Ma’oz Chajjim (Dolina Jordanu) | 1968           | rezerwat florystyczny |
| Rezerwat przyrody Ha-Gilboa                      | Wzgórza Gilboa                 | 1970           | rezerwat florystyczny |
| Rezerwat przyrody Gilboa Mizrachi                | Wzgórza Gilboa                 | 2005           | rezerwat florystyczny |
| Rezerwat przyrody Giwat ha-More                  | Giwat ha-More (Dolina Jezreel) | 1976           | rezerwat leśny        |
| Rezerwat przyrody Ja’ar Cippori                  | Cippori (Dolna Galilea)        | 1994           | rezerwat leśny        |
| Rezerwat przyrody Nachal Ajun                    | Metulla (Góry Naftali)         | 1968           | wadi strumienia       |
| Rezerwat przyrody Nachal Ammud                   | (Górna Galilea)                | 1972           | wadi strumienia       |
| Rezerwat przyrody Nachal Dalijja                 | Dalijja (Wyżyna Manassesa)     | 2008           | wadi strumienia       |
| Rezerwat przyrody Nachal Keziw                   | (Zachodnia Galilea)            | 1977           | wadi strumienia       |
| Rezerwat przyrody Nachal Tawor                   | (Dolna Galilea)                | 1974           | wadi strumienia       |
| Rezerwat przyrody Nachal Tut                     | (Wyżyna Manassesa)             | 2000           | wadi strumienia       |
| Rezerwat przyrody Ha-Solelim                     | Ha-Solelim (Dolna Galilea)     | 1994           | rezerwat leśny        |
| Rezerwat przyrody Tel Afek                       | (równina przybrzeżna)          | 1979           | rezerwat bagienny     |
| Rezerwat przyrody Tel Szimron                    | (Dolna Galilea)                | 1965           | rezerwat leśny        |

## Inne dystrykty
| Nazwa parku                                              | Region                                  |
| -------------------------------------------------------- | --------------------------------------- |
| Alexander River National Park                            | Góra Karmel, wybrzeże, centralny Izrael |
| Aszkelon National Park                                   | Aszkelon                                |
| Avdat National Park                                      | Pustynia Negew                          |
| Beit Govrin National Park                                | Góra Karmel, wybrzeże, centralny Izrael |
| Caesarea National Park                                   | Cezarea                                 |
| Park Narodowy Castel                                     | Mewasseret Cijjon                       |
| National Park at Prime Minister Dawid Ben Gurion's Grave | Pustynia Negew                          |
| Ein Avdat National Park                                  | Pustynia Negew                          |
| En Gedi Antiquities National Park                        | Pustynia Judzka i Morze Martwe          |
| Park Narodowy En Chemed                                  | wybrzeże, centralny Izrael              |
| Eszkol National Park                                     | Pustynia Negew                          |
| Herodion National Park                                   | Herodion                                |
| Mamshit National Park                                    | Pustynia Negew                          |
| Massada National Park                                    | Masada                                  |
| Qumran National Park                                     | Kumran                                  |
| Ramon Park Complex                                       | Pustynia Negew                          |
| Sharon National Park                                     | wybrzeże, centralny Izrael              |
| Shivta National Park                                     | Pustynia Negew                          |
| Shomron National Park                                    | wybrzeże, centralny Izrael              |
| Tel Arad National Park                                   | Pustynia Judzka                         |
| Tel Beer Szewa National Park                             | Beer Szewa                              |
| Park Narodowy Chasor                                     | Chasor                                  |

## Rezerwaty przyrody
| Name                                                       | Region           |
| ---------------------------------------------------------- | ---------------- |
| Ashdod Nitzanim Sand Dune Park                             | Szefela          |
| Awszalom (Stalactites) Cave at the Awszalom Nature Reserve | centralny Izrael |
| Carmel Hai-Bar Nature Reserve                              | Góra Karmel      |
| Coral Beach Nature Reserve                                 | Ejlat            |
| En Gedi Nature Reserve                                     | Morze Martwe     |
| Nahal Me'arot Nature Reserve                               | centralny Izrael |
| Neot Kedumim                                               | centralny Izrael |
| Jotwata Hai-Bar Nature Reserve                             | Ejlat            |